# Datorspel baserade på Star Wars
Datorspel baserade på Star Wars är en brokig samling spel i många olika genrer släppta för ett stort antal olika plattformar. År 1999 fanns det, från olika utgivare, över 20 TV-spel för 14 olika plattformar.
Omfattningen av antalet spel och skillnaderna mellan dem gör det svårt att kalla dem för en spelserie. Gemensamt för dem alla är dock att de bygger på den fiktiva värld som finns med i Star Wars-filmerna. Spelen bygger också ut berättelsen mellan filmerna och lägger till rollfigurer som inte förekommer i någon av filmerna. De skapar tillsammans med andra kringprodukter ett utökat Star Wars-universum.
Listan nedan är inte komplett, men innehåller de mest välkända spelen.

## Spel i kronologisk utgivningsordning

### Jedi Arena
Jedi Arena är ett datorspel från 1983, utvecklat av Parker Brothers, för Atari 2600. Spelet, som bygger på en kort scen ur filmen Stjärnornas krig, går ut på att med hjälp av sitt lasersvärd och ett glödande klot bryta ned motståndarens kraftsköld. Spelarna är två till antalet och syns i uppifrånperspektiv. Spelet är, enligt spelrecensenten Skyler Miller, en variant på spelet Pong.

### Star Wars: Return of the Jedi
Star Wars: Return of the Jedi debuterade ute i arkadhallarna 1984.

### Star Wars: Shadows of the Empire
Star Wars: Shadows of the Empire släpptes 1996.

### Star Wars: Rogue Squadron
Star Wars: Rogue Squadron släpptes 1998.

### Star Wars Episode I: Racer
Star Wars Episode I: Racer släpptes 1999.

### Star Wars Episode I: Battle for Naboo
Star Wars Episode I: Battle for Naboo släpptes år 2000.

### Star Wars: Bounty Hunter
Star Wars: Bounty Hunter släpptes 2002.

### Star Wars: The Clone Wars
Star Wars: The Clone Wars släpptes 2002.

### Star Wars: Knights of the Old Republic
Star Wars: Knights of the Old Republic (KotOR) är ett datorrollspel till PC och Xbox, utvecklat av BioWare. Spelet släpptes 2003. Spelet baserar sig på Star Wars och utspelar sig 4000 år före händelserna i filmerna. En uppföljare kom 2004, Knights of the Old Republic II - Sith Lords. Spelet är ett rollspel där spelaren skapar sin egen karaktär och genom sina handlingar och ord driver sig närmare den mörka sidan eller den ljusa sidan. Spelarens val har inverkan på hur andra karaktärer bemöter en och hur uppdragen görs.

### Star Wars Episode III: Revenge of the Sith
Star Wars Episode III: Revenge of the Sith (2005) är titeln på ett spel släppt av LucasArts.

### Star Wars: Republic Commando
Star Wars Republic Commando (2005) är ett datorspel av FPS-typ. Spelaren tar rollen som Boss(kodnummer 38), ledare för en elittrupp av clonetroopers, kallad Delta Squad. De övriga medlemmarna är Scorch(62), Sev(07) och Fixer(40). I spelets intro får man uppleva träningen på hemplaneten Kamino och möta sina gruppmedlemmar för första gången. Det första uppdraget utspelar sig på planeten Geonosis under markstriderna som skildras i Episod II. Därefter följer ett spaningsuppdrag på ett av republikens skepp med vilket all kontakt har brutits. Slutligen sänds gruppen till Kashyyyk där uppdraget är att rädda wookierna från CIS:s invasionsstyrkor.

### Lego Star Wars
Lego Star Wars är titeln på en serie av flera TV-spel från LucasArts som baserar sig på Lego:s legoserie Lego Star Wars.

### Star Wars: Battlefront
Star Wars: Battlefront är namnet på en spelserie baserad på George Lucas Star Wars-filmer som för närvarande innehåller tre släppta titlar. Spelen är av FPS-typ och finns för PC, Xbox, PlayStation 2, PlayStation Portable, och mobiltelefoner. De två första spelen i serien utvecklades av Pandemic Studios, medan Renegade Squadron utvecklades av Rebellion Developments. Alla spel i serien är publicerade av LucasArts.

### Star Wars: The Old Republic
Star Wars: The Old Republic släpptes 20 dec, 2011.

### Star Wars: Galactic Battlegrounds
Star Wars: Galactic Battlegrounds släpptes 2001.

### The Return of the Jedi: Death Star Attack
The Return of the Jedi: Death Star Attack är ett spel, publicerat av Parker Brothers, som bygger på ett händelseförlopp hämtat ur Star Wars-filmerna.